# ويكيبيديا الإنجلوساكسونية
ويكيبيديا الإنجلوساكسونية (بالإنجليزية: Old English Wikipedia) هي النسخة الإنجلوساكسونية من مشروع ويكيبيديا، الموسوعة الحُرَّة. تم إطلاقها في أكتوبر من عام 2004.

## إحصائيات
إعتبارا من 8 أكتوبر من عام 2023، كان هناك حوالي 4046 مقالة و123959 مساهما، بما في ذلك 42 مساهما نشطا، ويوجد فيها إداريان إثنان فقط.